# Aulus Septimius Serenus
Aulus Septimius Serenus (2. század) római költő.
Hadrianus császár idejében élt, életéről közelebbi adatokat nem tudunk. Néhány töredék maradt fenn Opuscula ruralia című pásztordalából, amelyek alapján megállapítható, hogy igen jártas volt a verstanban.